# Клебань
Кле́бань — село в Україні, у Тульчинській міській громаді Тульчинського району Вінницької області. Розташоване на річці Сільниця. Населення становить 2172 осіб. Селом проходить автошлях Т 0237, що з'єднує міста Тульчин та Ладижин.

## Географія

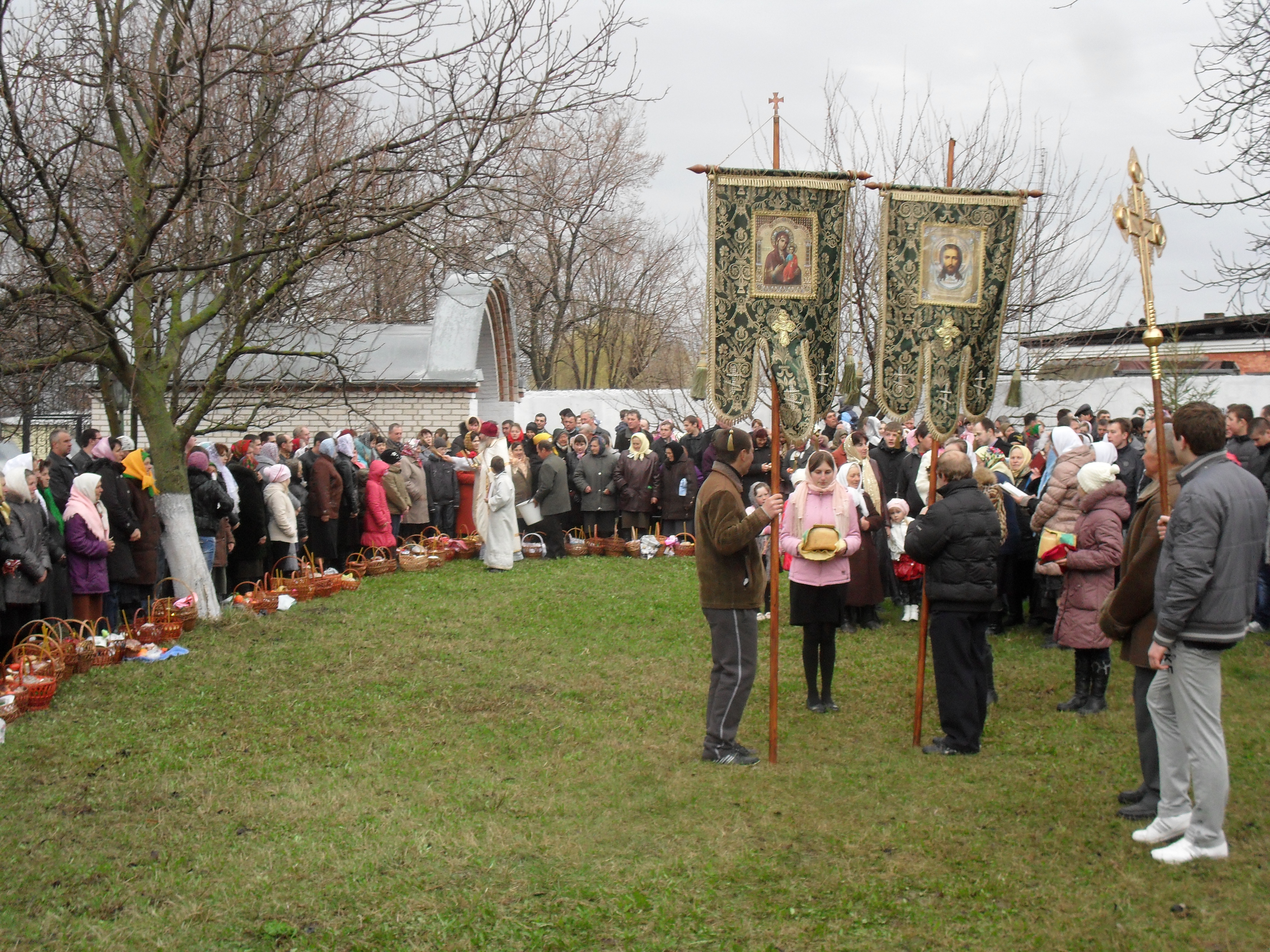
Святкування Великодня (2012 рік)

Село Клебань розташоване у східній частині Тульчинського району, де збігаються річки Сільниця та Кільчівка — притоки Південного Бугу. Місцевість, у якій розташоване село, низовинна, порівняно піщана, багата водою. В глибині ґрунту добуваються біла глина, кварцовий пісок, а на березі річки Сільниця — сірий граніт із сріблястим відтінком. В центрі села — став, площею 133 га. Нижче ставу, у північній стороні села, у Сільницю впадає річка Іцька.
Село розташоване між містами Тульчин та Ладижин.

## Історія
Деякі факти, зокрема рештки оборонного валу, свідчать про те, що перші поселення на території нинішньої Клебані були уже за часів Київської Русі. Одна з версій походження назви села — від назви шапки в Галиччині — клебаня.
Село за різними версіями, протягом своєї історії мало різні назви: Гусаків, Славгород, Касногора або Красна Гора. Нинішню назву поселення отримало в першій чверті XVII ст. за часів польського панування і походить вона від слова «клебан», тобто «парафіянський священик».
Перші відомі історичні документи про село датуються 1606 роком. Їх подає у своїй книзі пол. Жърудна дзейове («Історичні джерела»), Т. XX, с. 112, польський історик А. Яблоновський. Першим відомим власником села був Юзеф Каліновський.
Після приєднання українських земель до Росії в 1654 році уряд Польщі не міг примиритися з таким станом речей і в 1655 р. з допомогою кримських татар польська шляхта відновила своє панування на Брацлавщині. Поляки намагаються відновити своє панування, що викликає хвилю народних повстань протягом цілого століття.
На початку XIX ст. на південний схід від Бегасівки було збудовано навчальний бастіон. Сюди під час військових маневрів приїжджав російський цар Олександр I.
Оскільки в селі знаходився навчальний батальйон Другої російської армії, яким керував декабрист підполковник П. В. Абрамов, тульчинські декабристи нерідко відвідували Клебань. Є припущення істориків, що саме на території села було заховано один з примірників «Руської правди» П. Пестеля.
У 1840 р. населення Клебані становило 3690 чоловік. В 1849 р. Мечислав Потоцький розкріпачив своїх селян, відпустивши їх на оброк за невелику плату із десятини. Селянська реформа 1861 р. не полегшила становище селян. Десятки бідняцьких сімей починають переселятися на окраїни Подільської губернії.
У 1884 р. переселенці з Клебані заснували село Волярки біля м. Окни (нині Одеська область).
Станом на 1885 рік у колишньому власницькому селі, центрі Клебанської волості Брацлавського повіту Подільської губернії, мешкало 2900 осіб, налічувалось 451 дворове господарство, існували православна церква, школа, постоялий будинок, 2 водяних млини.
1892 в селі існувало 670 дворових господарств, проживало 3307 мешканців.
За переписом 1897 року кількість мешканців зросла до 3863 осіб (1881 чоловічої статі та 1982 — жіночої), з яких 3795 — православної віри.
У XIX ст. в Клебані була сільська школа, реорганізована в однокласне народне училище, фельдшерський пункт, народна чайна і читальня, земська пошта, волосна управа, сільський банк, водяний млин.
7 (20) листопада 1917 року, відповідно до Третього Універсалу Української Центральної Ради, увійшло до складу Української Народної Республіки.
Події перевороту 1917 року великих заворушень у селі не викликали.
За період Визвольних змагань через село проходили більшовики, австро-угорці, німці, поляки, армія УНР, загони отаманів Лиха, Волинця та ін., війська Денікіна.
Радянська окупація була встановлена 16 червня 1920 р. Восени 1927 р. було створено ТСОЗ «Воля». 1929 р. був створений колгосп ім. Леніна.
Голодомор 1932-33 рр. забрав життя сотень селян. Терор 30-х років також торкнувся багатьох сімей села.
З 1934 по 1944 р. в місцевій школі працював всесвітньо відомий фольклорист, збирач українських народних пісень Г. Т. Танцюра.
У 1936 р. збудовано Будинок культури. Будівельний матеріал взяли із розібраної в 1934 р. церкви. З нього збудували також декілька корівників.
1 травня 1941 р. дала перший струм Клебанська електростанція, потужністю 40 кВт/год.
В 1941 році на фронти німецько-радянської війни було мобілізовано більше тисячі клебанян. Вони отримали численні нагороди. Зокрема 16 бійців стали кавалерами ордена Червоної Зірки. 421 солдат не повернувся до рідного села із фронту.
5 липня 1941 р. у село увійшли нацистські окупанти, а незабаром їх змінили румунські сателіти.
14 березня 1944 р. частини 35-го гвардійського корпусу Радянської Армії, III повітряно-десантної Уманської дивізії 27-ї армії II Українського фронту під командуванням І. М. Конєва звільнили Клебань. В день відступу озлоблені нацисти закатували колгоспника Антона Григоровича Пасічника.

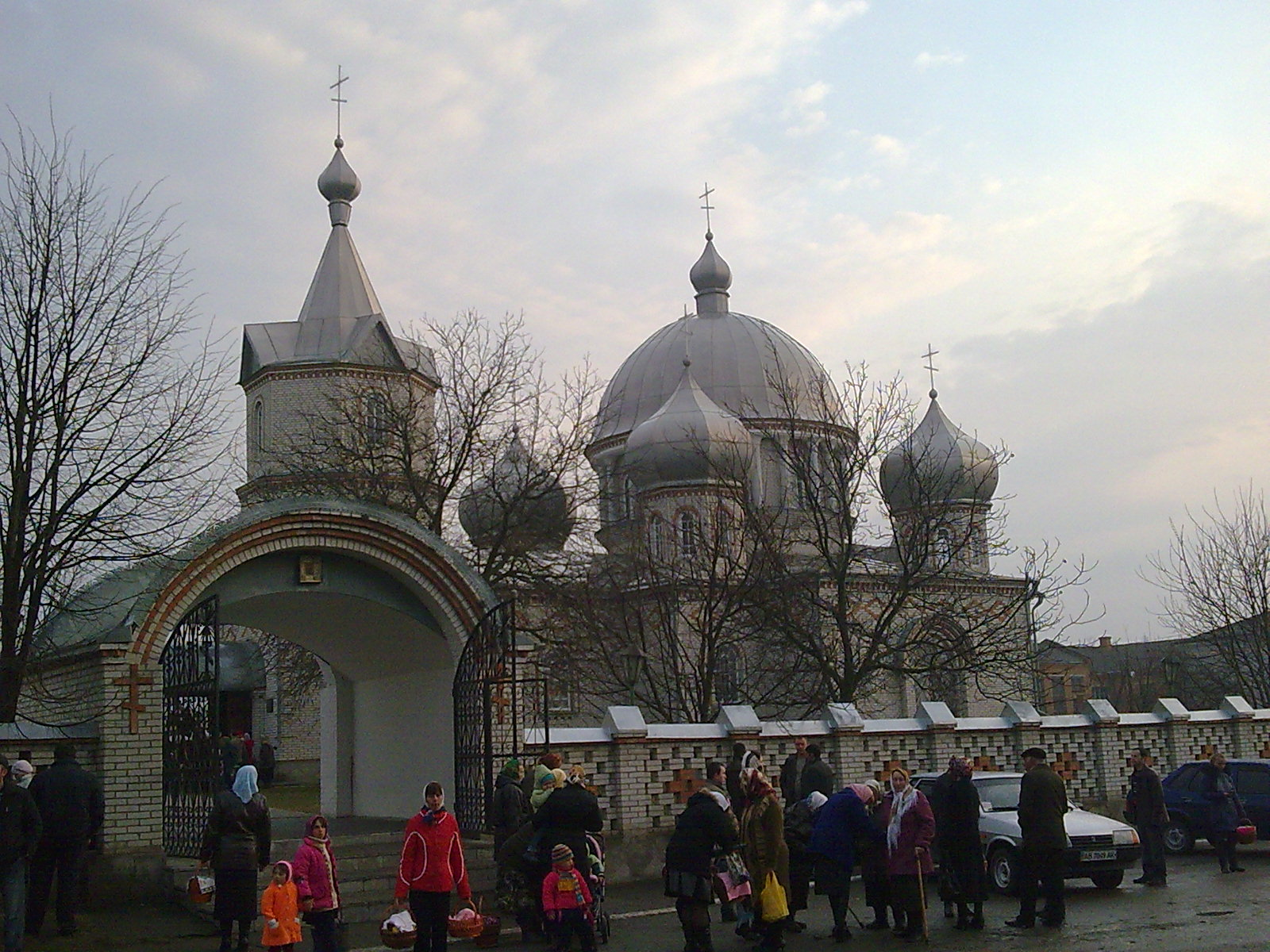
Церква в селі

У повоєнний період на території Клебані діяло 4 колгоспи, які в 1950 році об'єдналися в один під назвою «Перше травня». З 1959 по 1983 р. його очолював В. О. Качуровський. За цей час зросла культура сільськогосподарського виробництва, забезпечення технікою, збільшилася урожайність, покращились результати тваринницької галузі. Це дало змогу більше уваги приділити соціальному розвитку села. Було збудовано нову школу, млин, Будинок тваринника, реконструйовано Будинок культури, дитячий садок, дільничу лікарню, ферми та ін. Але найбільшим багатством були люди, які за своєю самовідданою працею були нагороджені орденами та медалями.
Архітектурних пам'яток, крім приміщення, у якому заходиться дитячий садок, у селі не збереглося. За історичними даними в 1709 р. в Клебані була збудована церква в ім'я Покрови Пресвятої Богородиці, яка проіснувала до 1840 р. В 1858 р. приступили до будівництва нової церкви в Клебані, яка майже наприкінці будівництва внаслідок поганої майстерності завалилася. Натомість було побудовано нову цегляну п'ятикупольну церкву, яка діяла до 1936 року, поки не була зруйнована радянською владою. 
В 1991 р. розпочалося будівництво нового храму в Клебані. Проект не замовляли у професійних архітекторів, його зробив народний умілець Глушко Г. Д. Нову церкву було відкрито в 1996 році.
У 2006 р. відзначено 400-річчя села.
12 червня 2020 року, відповідно до Розпорядження Кабінету Міністрів України від  № 707-р «Про визначення адміністративних центрів та затвердження територій територіальних громад Вінницької області», увійшло до складу Тульчинської міської громади.
19 липня 2020 року, в результаті адміністративно-територіальної реформи та ліквідації Тульчинського району, село увійшло до складу новоутвореного Тульчинського району.

## Відомі люди
В поселенні народились:
- Довгань Михайло Васильович — український живописець.
- Довгань Сергій Михайлович — український живописець.
- Григурко Любов Василівна (* 1971) — радянська і українська спортсменка і тренер.
- Костюк Анатолій Никифорович — кандидат медичних наук, Заслужений лікар України, автор поліфункціональних зовнішніх фіксаторів, завідувач відділу експериментального виробництва Інституту травматології та ортопедії Академії медичних наук України, винахідник «Апарату Костюка».

## Пам'ятки
- На північній околиці села знаходиться об'єкт природно-заповідного фонду — ботанічний заказник місцевого значення Урочище Дзерівка
- У долині р. Сільниця в напрямку села Федьківка знаходиться ландшафтний заказник місцевого значення Урочище Федьківське.

## Галерея

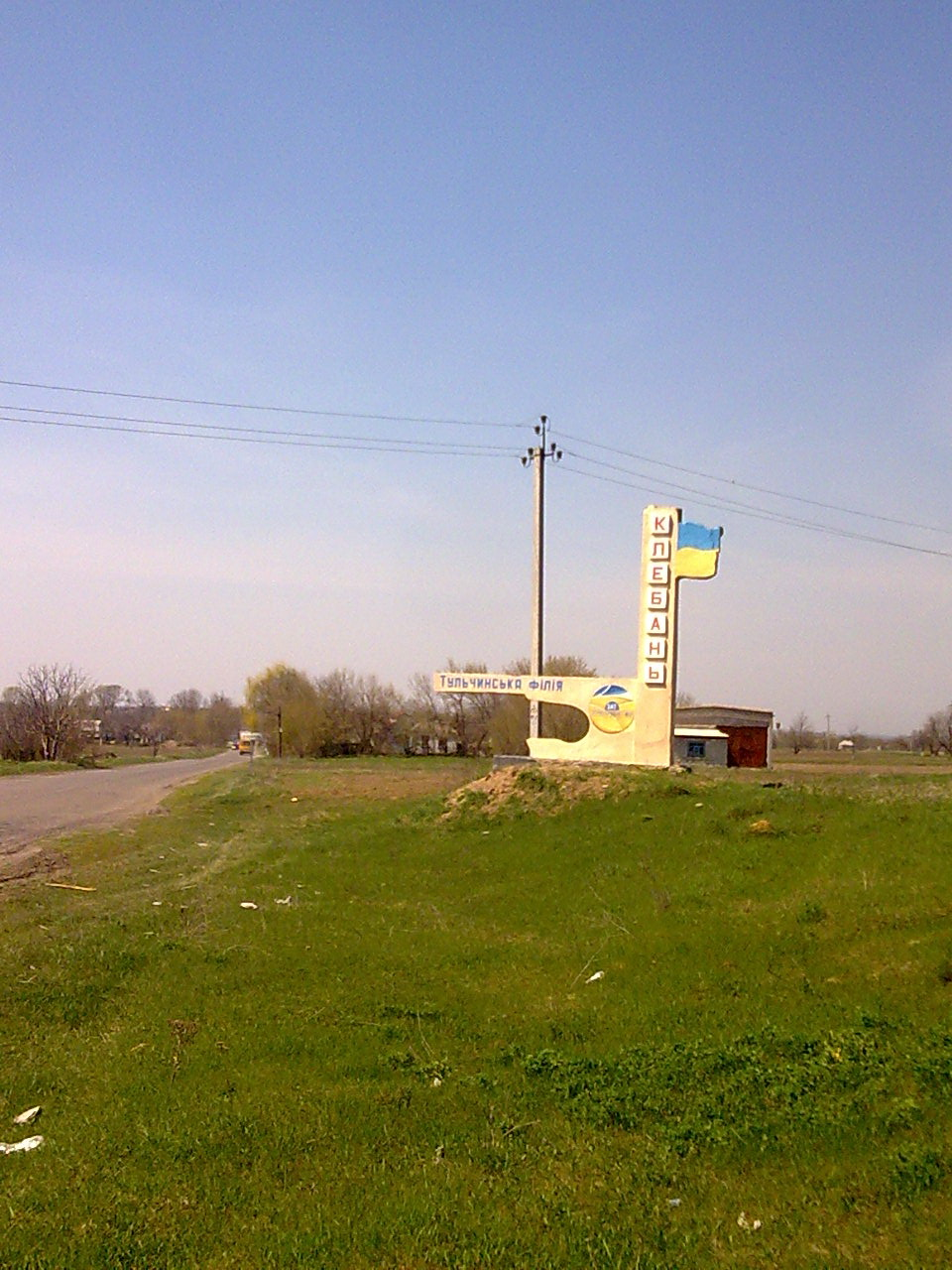
В'їзний знак
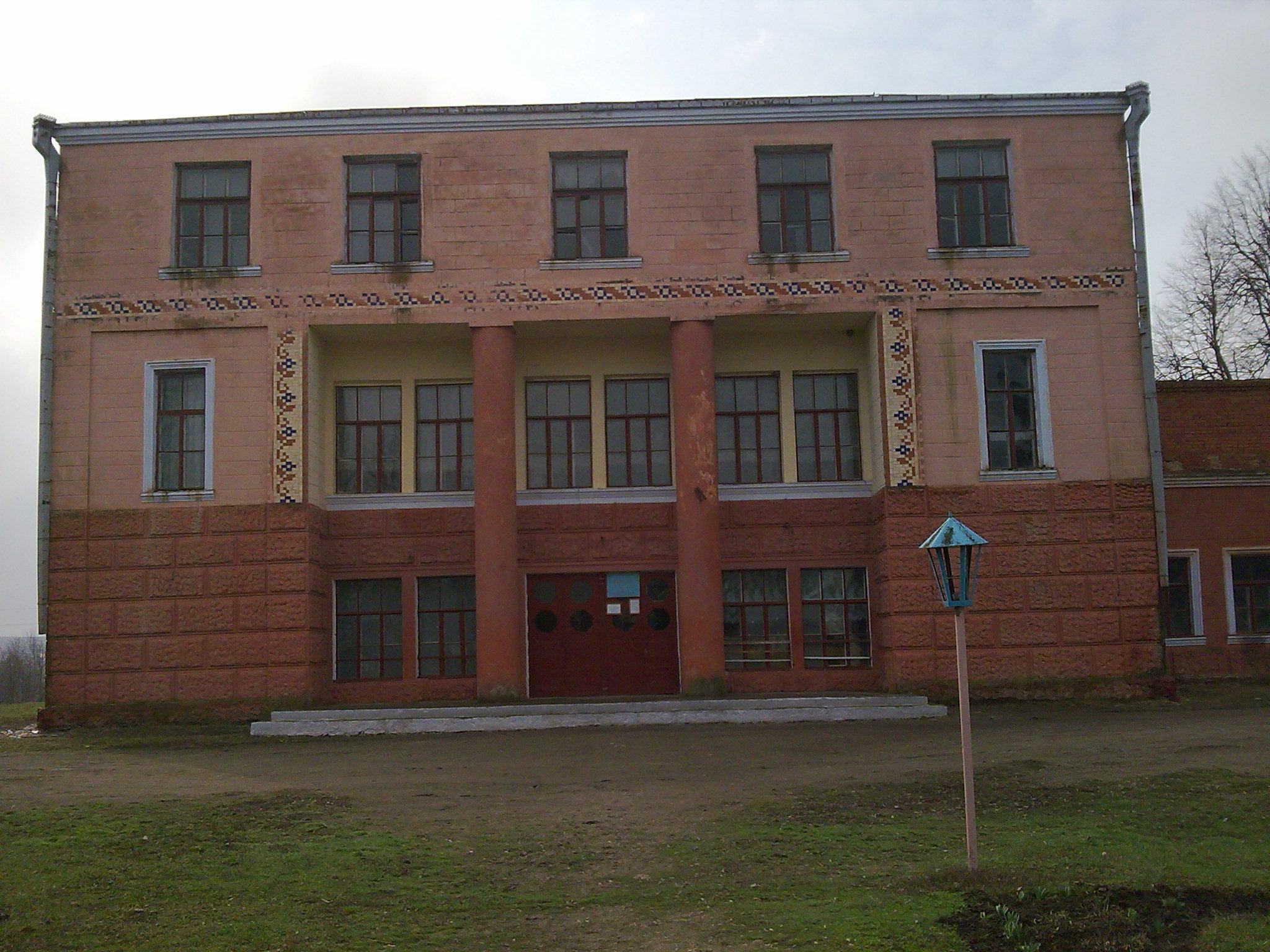
Будинок культури
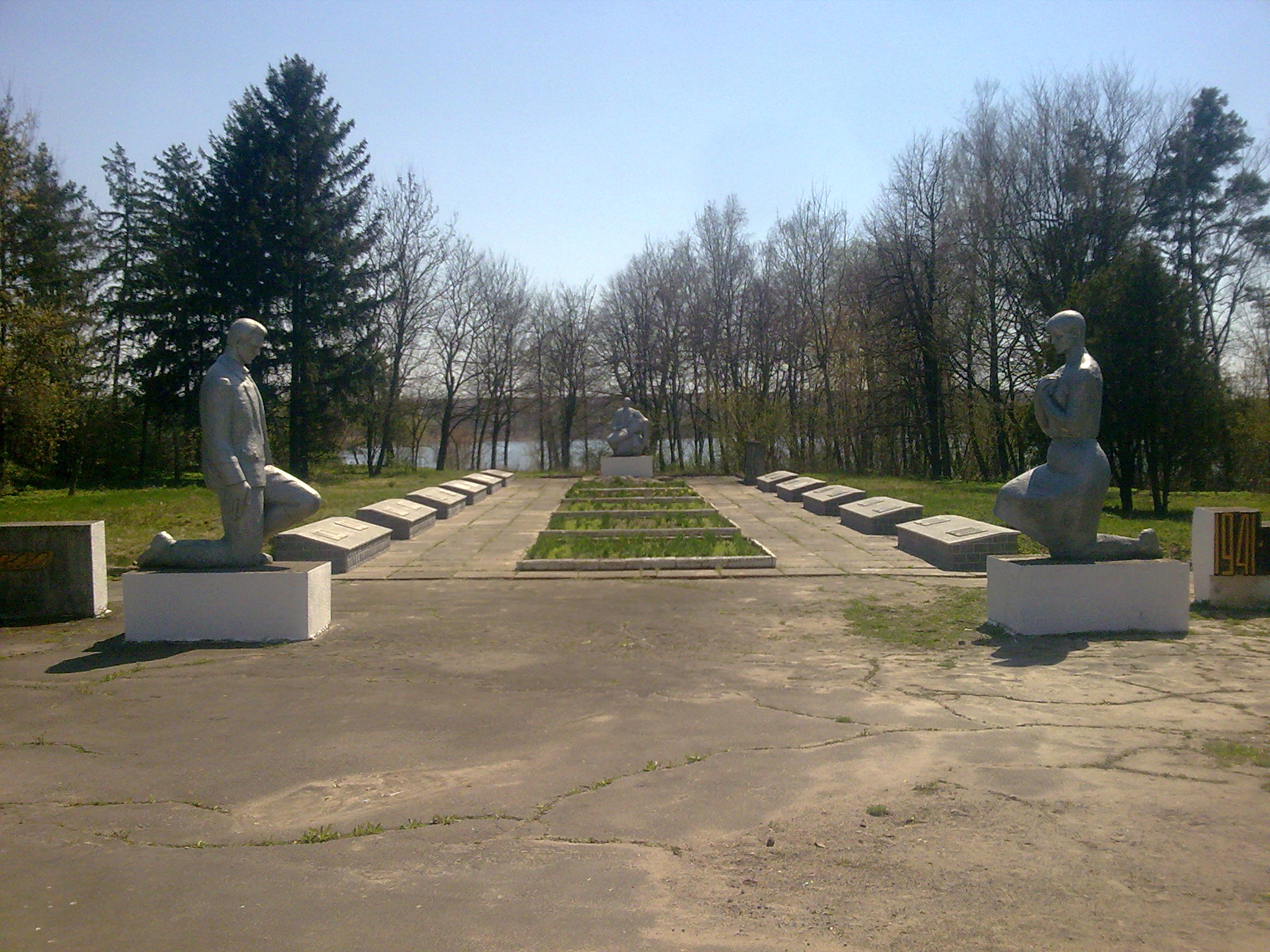
Алея Слави
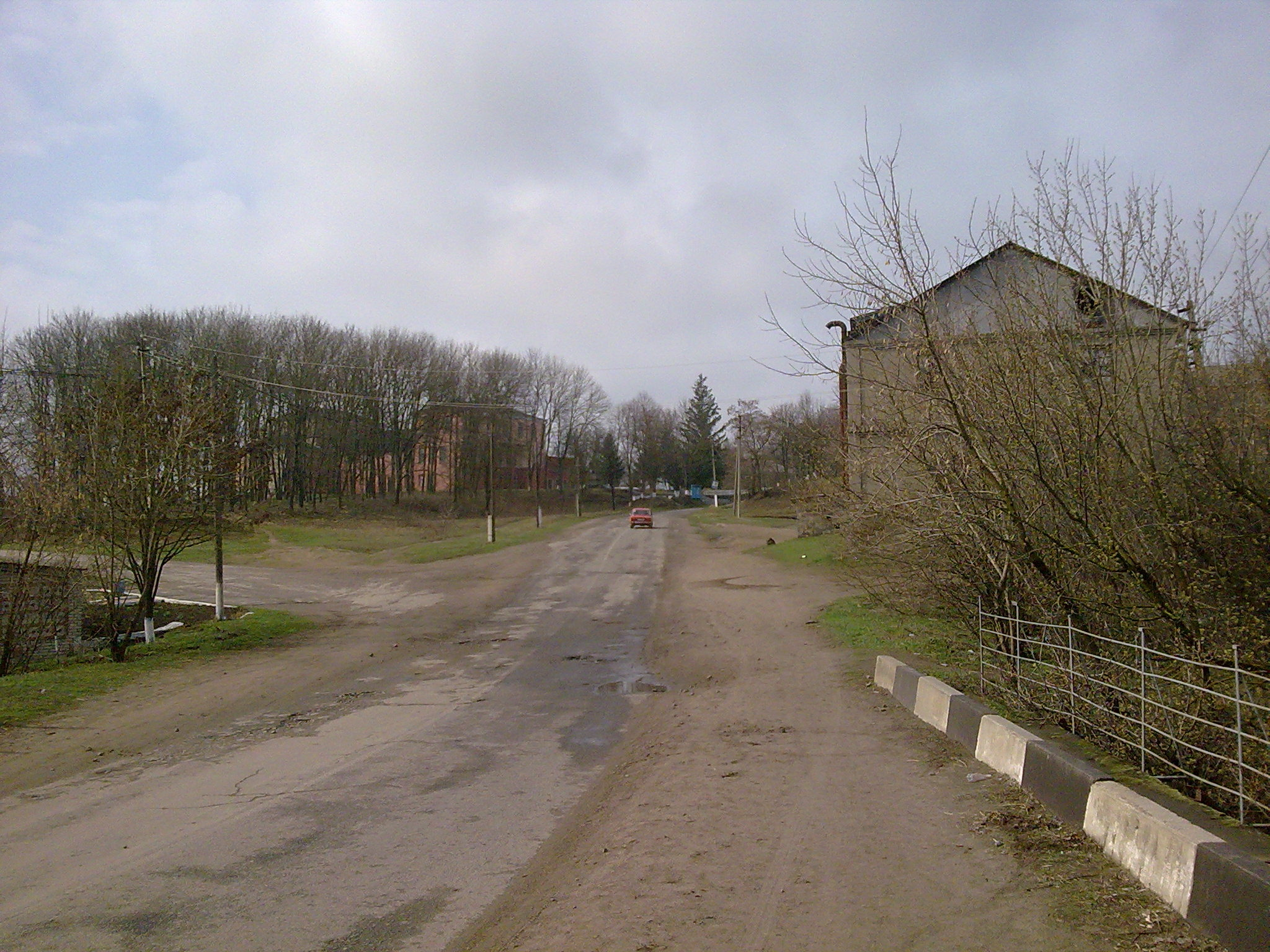
Центральна вулиця
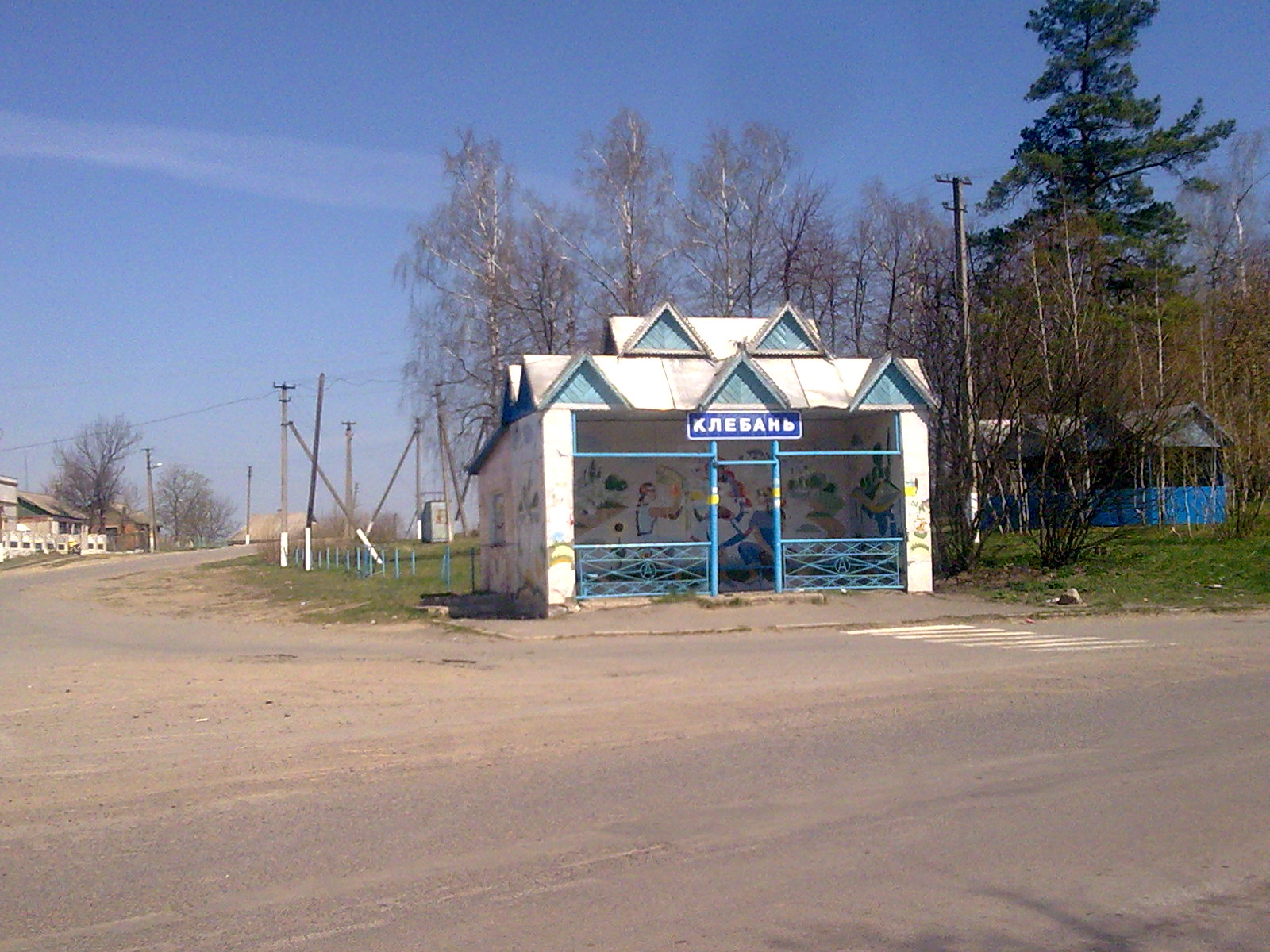
Зупинка в центрі села
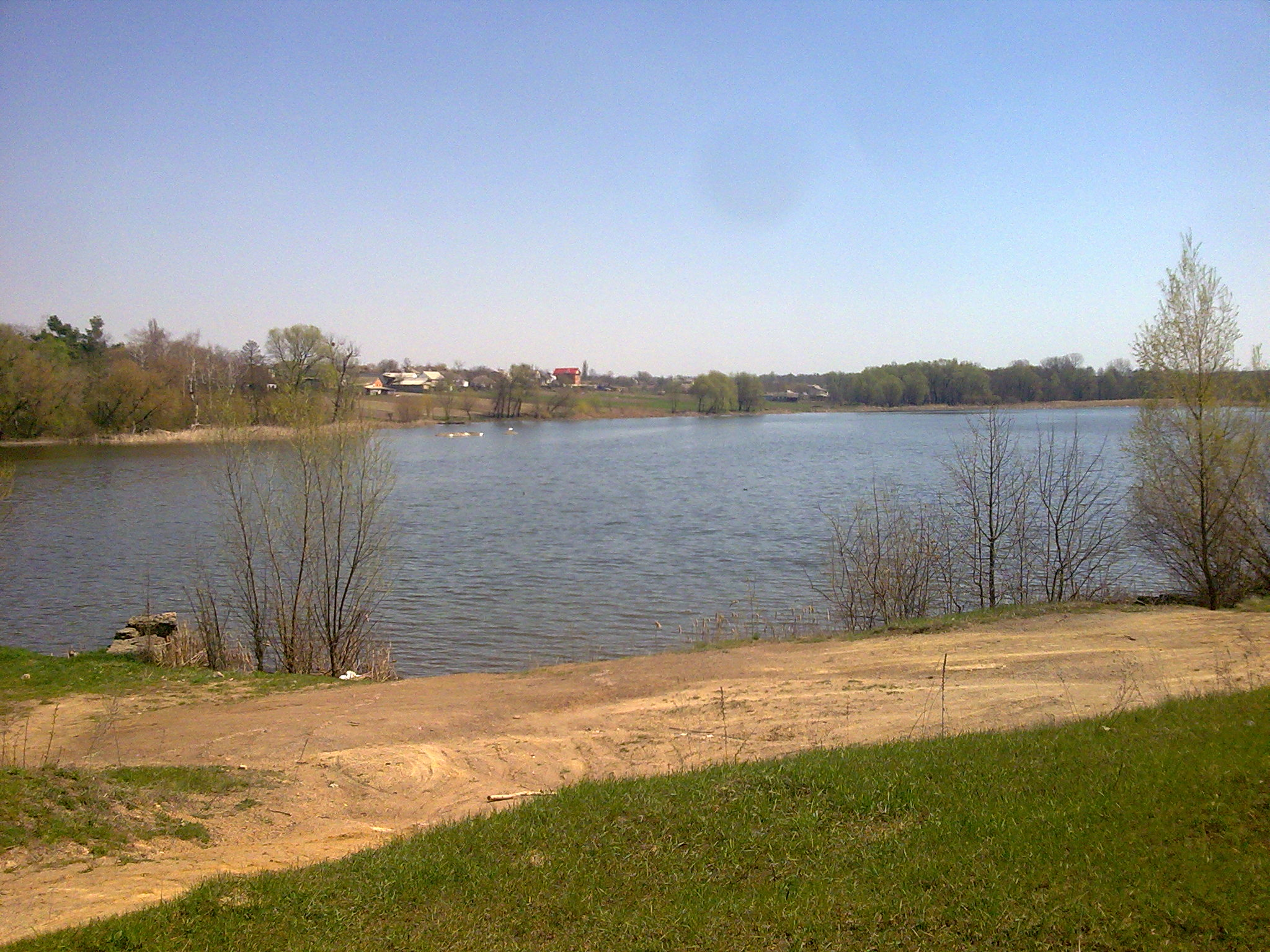
Ставок
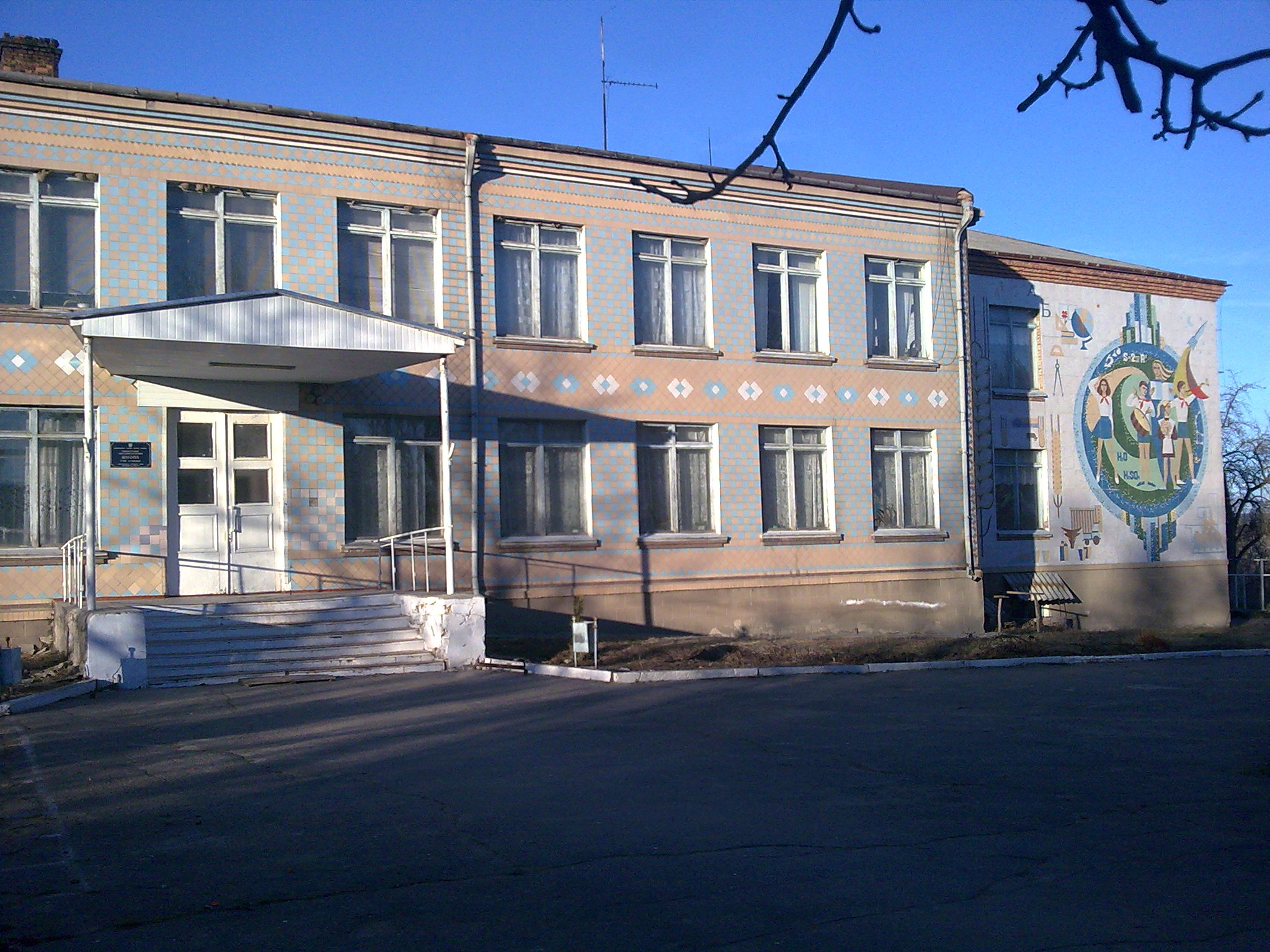
Школа